# Чеховской, Прохор Александрович
Про́хор Алекса́ндрович Чеховско́й (фамилия при рождении — Бы́ков; род. 28 ноября 1983, Москва) — российский актёр театра, кино и дубляжа.

## Биография
Родился 28 ноября 1983 года в Москве в семье актёров московского ТЮЗа — Александра Быкова и Лады Мошаровой. В 18-летнем возрасте сменил фамилию Быков на фамилию бабушки по отцовской линии — Чеховской. В школе играл на валторне, гитаре и пианино. В 2005 году закончил РАТИ-ГИТИС (курс А. Бородина) и был принят в труппу РАМТа, где ещё во время учёбы сыграл главную роль в спектакле «Маленький лорд Фаунтлерой». Выходил на сцену театра вплоть до 2022 года.
Озвучиванием и дубляжом занимается с 12 лет — его первой работой был рекламный ролик компании LG. Озвучивал главную роль в ледовом шоу «Щелкунчик на льду». С 2003 года периодически снимается в кино и телесериалах.
В составе команды «Фехтомания» (РГУФК-РАМТ) завоевал две медали на чемпионате мира по артистическому фехтованию. Регулярно появлялся в передаче «Видели видео?» (Первый канал) в качестве эксперта.
19 июля 2016 года женился на певице Марии Ковальчак. 6 июля 2017 года у пары родился сын Харитон. 11 мая 2021 года родился сын Арон.

## Роли в театре

### РАМТ(1996—2022)
- 1996 — «Маленький лорд Фаунтлерой» Френсиса Бернета. Режиссёр: Анна Некрасова — Седрик Эррол
- 1999 — «Незнайка-путешественник» Н. Носова. Режиссёр: Алексей Блохин — Незнайка
- 2001 — «Принц и нищий» М. Твена. Режиссёр: Николай Крутиков — Гемфри
- 2002 — «Лоренцаччо» Альфреда Де Мюссе. Режиссёр: Алексей Бородин — Школяр
- 2004 — «Волшебник Изумрудного города» А. Волкова. Режиссёры: Алексей Блохин, Алексей Весёлкин — Дзанни
- 2004 — «Идиот» Ф. М. Достоевского. Режиссёр: Режис Обадиа — Антип Бурдовский
- 2005 — «Чисто английское привидение» О. Уайльда. Режиссёр: Александр Назаров — Фотограф
- 2005 — «Повелитель мух» У. Голдинга. Режиссёр: Александр Огарёв — Персиваль
- 2006 — «Золушка» Е. Шварца. Режиссёр: Алексей Бородин — Паж
- 2006 — «Сказки на всякий случай» Е. Клюева. Режиссёр: Владимир Богатырёв
- 2006 — «Самоубийца» Н. Эрдмана. Режиссёр: Вениамин Смехов — Глухонемой
- 2008 — «Мартин Иден» Дж. Лондона. Режиссёр: Андрей Васильев — Брат
- 2009 — «Приглашение на казнь» В. Набокова. Режиссёр: Павел Сафонов — Диомедон
- 2010 — «Приключения Тома Сойера» М. Твена. Режиссёр: Джон Крэнни — Том Сойер
- 2010 — «Чехов-GALA» А. П. Чехова. Режиссёр: Алексей Бородин — 2-й служащий в банке («Юбилей»)
- 2010 — «Алые паруса» А. Грина. Режиссёр: Алексей Бородин — Мужской ансамбль
- 2011 — «Дон Кихот» Е. Шварца. Режиссёр: Юрий Ерёмин — Санчо Панса; Пабло, цирюльник; Мажордом; Паж
- 2013 — «Мушкетёры» А. Дюма. Режиссёр: Андрей Рыклин — Д’Артаньян
- 2014 — «Нюрнберг» Эбби Манна. Режиссёр: Алексей Бородин
- 2017 — «Я хочу в школу» А. Жвалевского, Е. Пастернак. Режиссёр: Александр Баркар — Молчун
- 2018 — «Фото topless» Н. Блок. Режиссёр: Олег Липовецкий — Саша
- 2020 — «Гробовщик. Пир во время чумы» А. С. Пушкина. Режиссёр: Павел Артемьев — Молодой человек

## Кино
- 2003 — «Сибирочка» (сериал) — Тимофей Вихров[5]
- 2003 — «Возвращение Мухтара» (сериал)
- 2005—2006 — «Не родись красивой» (сериал) — стилист
- 2005—2008 — «Аэропорт» (сериал) — Кирилл Кузьменок
- 2005 — «Сатисфакция» — Барон Р
- 2005 — «Кулагин и партнёры» (сериал)
- 2006 — «Национальное достояние» (сериал) — сержант Чепиков
- 2006 — «Сделка» (сериал) — Гриша
- 2007 — «Слуга государев»
- 2008 — «Висяки» (сериал) — Филя, диггер (дело № 10 «Принадлежит России»)
- 2009 — «Универ» — Эдуард (146 серия)
- 2010 — «Всё ради тебя» (сериал) — Дима
- 2011 — «Срочно в номер-3» (сериал) — Андрей Бирюков (фильм № 6 «Линия русской обороны»)
- 2014 — «Побег за мечтой» (альманах) — хулиган («Ненужное кредо»)
- 2016 — «Анна-детективъ» (сериал) — Збышек (фильм № 16 «Игра»)
- 2023 — «Маша и Медведь» (Мультсериал) — Медведь (135 серия)

## Дубляж и закадровое озвучивание
(здесь указаны годы выхода оригинальных фильмов, а не годы исполнения дубляжа/озвучивания)

### Фильмы

#### Антон Ельчин
- 2009 — «Звёздный путь» — лейтенант Павел Чехов[6]
- 2013 — «Стартрек: Возмездие» — лейтенант Павел Чехов[6]
- 2016 — «Стартрек: Бесконечность» — лейтенант Павел Чехов[6]

#### Другие фильмы
- 1985 — «Назад в будущее» — Марти Макфлай (Майкл Джей Фокс)[7][8]
- 2010 — «Социальная сеть» — Марк Цукерберг (Джесси Айзенберг)[7][8]
- 2016 — «Черепашки-ниндзя 2» — Микеланджело[9]
- 2018 — «Первому игроку приготовиться» — Уэйд Уоттс / Парсифаль (Тай Шеридан)[6]
- 2019 — «Люди Икс: Тёмный Феникс» — Курт Вагнер / Ночной Змей (Коди Смит-Макфи)[6]

### Телесериалы
- 2007—2011 — «Теория Большого взрыва» — Шелдон Купер (Джим Парсонс) (закадровая озвучка для канала СТС)[7]
- 2019 — «Ведьмак» — Лютик (Джои Бэйти)[2][10]

### Мультфильмы
- 2010 — «Шрек навсегда» — Третий поросёнок, мальчик с леденцом[10]
- 2011 — «Гномео и Джульетта» — Гномео[11]
- 2012 — «Лоракс» — Тед[6]
- 2017 — «Твоё имя» — Таки Татибана[6]

### Мультсериалы
- 2017—2018 — «Добро пожаловать в Вэйн» — Энси Молина[12]
- 2024 — «Плачущий призрак на пенсии[англ.]» — Край Андрих[13]

### Компьютерные игры
- 2006 — Егор Горошкин — Егор[14]
- 2006 — The Longest Journey[15] — Уоррен Хьюс
- 2008 — Sins of a Solar Empire[16]
- 2009 — Divine Divinity — Януш Ферол[17]
- 2010—2011 — Back to the Future: The Game — Марти Макфлай, Уильям Макфлай[18]
- 2011 — Uncharted: Golden Abyss — Джейсон Данте[19]
- 2016 — Final Fantasy XV — Промпто Аргентум[20]
- 2018 — Detroit: Become Human — Ральф[21]
- 2019 — Lost Ark — Виолле, Инкуб Морфаз[22]

## Озвучивание

### Телесериалы
- 2018—2021 — «Гранд» — Вячеслав, повар ресторанов Victor и Grand (роль Вячеслава Аратова)

### Мультфильмы
- 2010—2012 — «Тайна Сухаревой башни» — Петя
- 2012 — «Пыхчево» — Лёва
- 2013—2015 — «Алиса знает, что делать!» — Лёха Тетерин
- 2014 — «Чудик» — текст от автора
- 2014—2016 — «Пузыри» («Баблс») — Макс
- 2015 — «Чародей равновесия. Тайна Сухаревой башни» — Петя
- 2015—2016 — «10 друзей Кролика» — Козёл Коля
- 2016—2018 — «Джинглики» — Динёк
- 2017 — н. в. — «Сказочный патруль» — Мышиный король, крыса-советник, Иванушка, ведущий новостей, князь Влад (Морок)[23]
- 2017 — «Фиксики: Большой секрет» — Файер, Фиксик Нового Поколения (Файерверк) (1 этап)
- 2017 — «Знайчишка и его друзья. На кого я похож?» — Лисишка
- 2019 — «Фиксики против кработов» — Файер
- 2019—2020 — «Супер Ралли» — Раш, Филипп
- 2019—2020 — «Снежная Королева: Хранители чудес» — Кай
- 2019 — н. в. — «Ник-изобретатель» — Турбо, Пико, Плато, диктор с видео
- 2019 — н. в. — «Лекс и Плу: Космические таксисты» — Лекс[24]
- 2019 — «Хомячок Фрош: Друзья в поисках клада» — Кролик[25]
- 2020 — н. в. — «Фиксики. Новенькие» — Гик и Фрик[26]
- 2022 — «Бука. Моё любимое чудище» — Шишек
- 2022 — «Забытое чудо» — Дима Дружинин
- 2022 — н. в. — «Команда МАТЧ» — Гена
- 2022 — н. в. — «Геройчики» — Скейт-бой Флай
- 2022 — н. в. — «Улётная доставка» — Дракочи, Правитель Свами, Сол, Йети
- 2022 — «Большое путешествие: Специальная доставка» — Подросток-панда, Большая гиена
- 2022 — «Царство против разбойников» — Прохор
- 2022 — «Щелкунчик и волшебная флейта» — Филипп
- 2023 — н. в. — «Чик-Чирикино» — Макс